# Frøken Jensens Kogebog
Frøken Jensens Kogebog er en populær kogebog, der indeholder opskrifter fra det almindelige danske køkken.
I 1901 udgav Kristine Marie Jensen Frøken Jensens Kogebog, som kom i 27 oplag i hendes levetid.
Kogebogen er siden omarbejdet stærkt, og sidst i 1970'erne var den udkommet i næsten 400.000 eksemplarer.